# Mezőtúr
Mezőtúr è una città di 18.436 abitanti situata nella contea di Jász-Nagykun-Szolnok, nell'Ungheria centro-orientale.

## Amministrazione

### Gemellaggi
- Valea Crișului, Romania
- Novi Bečej, Serbia
- Weida, Germania
- Karlskoga, Svezia
- Canelli, Italia
- Prachatice, Repubblica Ceca
- Švenčionys, Lituania
- Talsi, Lettonia
- Elva, Estonia
- Arcuș, Romania